# Ablemma baso
Ablemma baso är en spindelart som beskrevs av Roewer 1963. Ablemma baso ingår i släktet Ablemma och familjen Tetrablemmidae. Inga underarter finns listade i Catalogue of Life.